# Liste der Monuments historiques in Custines
Die Liste der Monuments historiques in Custines führt die Monuments historiques in der französischen Gemeinde Custines auf.

## Liste der Immobilien
| Bezeichnung     | Beschreibung           | Standort                 | Kennzeichnung | Schutzstatus | Datum | Bild           |
| --------------- | ---------------------- | ------------------------ | ------------- | ------------ | ----- | -------------- |
| Kirche St-Léger | ab dem 12. Jahrhundert | Place de l’Église (Lage) | PA00106020    | Inscrit      | 1926  | weitere Bilder |

## Liste der Objekte
| Bezeichnung                      | Beschreibung                                                  | Standort                      | Kennzeichnung | Schutzstatus | Datum | Bild |
| -------------------------------- | ------------------------------------------------------------- | ----------------------------- | ------------- | ------------ | ----- | ---- |
| Taufbecken                       | Stein, 16. Jahrhundert                                        | in der Kirche St-Léger (Lage) | PM54001497    | Inscrit      | 2009  |      |
| Skulptur Madonna mit Kind        | Holz, farbig gefasst und vergoldet, Ende des 18. Jahrhunderts | in der Kirche St-Léger (Lage) | PM54000169    | Classé       | 1979  |      |
| Skulptur eines heiligen Bischofs | Holz, 18. Jahrhundert                                         | in der Kirche St-Léger (Lage) | PM54000170    | Classé       | 1979  |      |
| Skulptur Heiliger Leodegar       | Stein, farbig gefasst, Ende des 14. Jahrhunderts              | in der Kirche St-Léger (Lage) | PM54000171    | Classé       | 1981  |      |